# ستاد کل ارتش یونان
ستاد کل ارتش یونان (یونانی: Γενικό Επιτελείο Στρατού, abbrev. ΓΕΣ) یا ستاد کل نیروی زمینی یونان ستاد فرماندهی نیروی زمینی یونان است، که در سال ۱۹۰۴ تشکیل شد و هم‌اکنون تحت امر ستاد کل دفاع ملی یونان فعالیت می‌کند.
از سال ۱۹۵۰، ستاد کل ارتش یونان تابع ستاد کل دفاع ملی یونان است. رئیس ستاد کل ارتش یونان رئیس حرفه‌ای نیروی زمینی یونان است.